# Василевка-на-Днепре
Василевка-на-Днепре (укр. Василівка-на-Дніпрі) — село,
Василевский сельский совет,
Синельниковский район,
Днепропетровская область,
Украина.
Код КОАТУУ — 1224881203. Население по переписи 2001 года составляло 369 человек.
Является административным центром Василевского сельского совета, в который, кроме того, входят сёла
Вороново,
Марьевка и
Ненасытец.

## Географическое положение
Село Василевка-на-Днепре находится на левом берегу реки Днепр,
выше по течению на расстоянии в 3 км расположено село Запорожец,
ниже по течению примыкает село Марьевка,
на противоположном берегу — село Никольское-на-Днепре (Солонянский район).

## История
- XVII век — время основания села Василевка.
- 1997 год — административный центр Вороновского сельского совета перенесён в село Василевка-на-Днепре и сельсовет переименован в Василевский сельский совет.
- Напротив села в водах Днепра находятся остатки Днепровского порога Ненасытец.

## Экономика
- ООО «ДнепроАгроТехнология».

## Объекты социальной сферы
- Детский сад.
- Фельдшерско-акушерский пункт.
- Дом культуры.

## Археология и палеогенетика
Васильевский и Волошский могильники днепро-донецкой культуры в районе днепровских порогов датируются эпохой мезолита (13—7 тыс. лет назад). В мезолитическом могильнике Васильевка III был найден череп со следами трепанации.
У образца HG1 из погребения 37 (Vasilyevka 3, 11143—10591 cal BP) определена Y-хромосомная гаплогруппа I2a2a-P220 и митохондриальная гаплогруппа U5b2.
У мезолитчика I1819, жившего 8825—8561 лет до н. э., определена Y-хромосомная гаплогруппа R1a-M420>R1a1-M459>M459*, у мезолитчика I1763, жившего 8280—7967 лет до н. э., определена Y-хромосомная гаплогруппа I2a1, у мезолитчика I1734, жившего 7446—7058 лет до н. э., определена Y-хромосомная гаплогруппа R1b1a2-V88>PF6287>PF6362, у всех троих определена митохондриальная гаплогруппа U5b2. У двух обитательниц Василевки-на-Днепре (I1733, I1737), живших 9000—7500 лет до н. э., определены митохондриальные гаплогруппы U4b и U5a2.